# Ilmtal-Weinstraße
Ilmtal-Weinstraße ist eine Landgemeinde im Landkreis Weimarer Land (Thüringen). Der Verwaltungssitz ist im Ortsteil Pfiffelbach. Die Gemeinde entstand am 31. Dezember 2013.

## Geografie

### Lage
Der Name der Gemeinde verweist auf die Lage einiger Ortsteile im Tal der Ilm und an der mittelalterlichen Altstraße „Weinstraße“, die heute als regionaler Wanderweg ausgeschildert ist.
Ilmtal-Weinstraße liegt zentral im Landkreis Weimarer Land mit Grenzen zur kreisfreien Stadt Weimar und zum Landkreis Sömmerda.

### Ortsteile
Die Ortsteile der Landgemeinde sind Denstedt, Goldbach, Kromsdorf (bestehend aus Großkromsdorf und Kleinkromsdorf), Leutenthal, Liebstedt, Mattstedt, Niederreißen, Niederroßla, Nirmsdorf, Oberreißen, Oßmannstedt, Pfiffelbach, Rohrbach, Ulrichshalben, Wersdorf und Willerstedt.
Im Gebiet der Gemeinde liegen zudem 15 mittelalterliche Wüstungen, aus östlicher Richtung: Stedten bei Mattstedt; Zeptritz bei Utenbach; Poselitz, Oberhöfen, Weiden, Dölitsch, Gaßla, Dielstedt, Putschendorf und Niederndorf bei Pfiffelbach; Crellwitz, Hohendorf und Reißen bei Oberreißen; Lützen und Rockstedt bei Oßmannstedt; Schirmsdorf bei Ulrichshalben.

### Nachbargemeinden
Ilmtal-Weinstraße hat folgende Nachbargemeinden: Bad Sulza, Apolda, Wiegendorf, Umpferstedt, Weimar, Am Ettersberg und Buttstädt.
|               | Buttstädt                                   |           |
| Am Ettersberg | Kompassrose, die auf Nachbargemeinden zeigt | Bad Sulza |
| Weimar        | Umpferstedt, Wiegendorf                     | Apolda    |

## Geschichte

### Eingemeindungen
Die Landgemeinde entstand zum 31. Dezember 2013 aus dem Zusammenschluss von neun der zehn Gemeinden der Verwaltungsgemeinschaft Ilmtal-Weinstraße.
Die Gemeinde Oßmannstedt entschied sich erst aufgrund eines Bürgerentscheides im Oktober 2013 der Landgemeinde beizutreten. Am 19. Dezember 2013 wurde die Fusion in das Thüringer Gesetz zur freiwilligen Neugliederung im Jahr 2013 aufgenommen. Die vorläufige Hauptsatzung und Geschäftsordnung wurde am 21. Januar 2014 beschlossen.
Die Gemeinde nahm für Kromsdorf – die letzte Gemeinde der ehemaligen Verwaltungsgemeinschaft Ilmtal-Weinstraße – die Aufgaben einer erfüllenden Gemeinde wahr.
Kromsdorf, Leutenthal und Rohrbach wurden am 1. Januar 2019 nach Ilmtal-Weinstraße eingemeindet.

### Einwohnerentwicklung
| Jahr      | 2012 | 2013 | 2014 | 2015 | 2016 | 2017 | 2018 | 2019  | 2020 | 2021 | 2022 | 2023 | 2024 |
| Einwohner | 4638 | 4576 | 4540 | 4534 | 4540 | 4520 | 4480 | 6348* | 6393 | 6341 | 6267 | 6230 | 6169 |

Quelle: Thüringer Landesamt für Statistik, Werte jeweils vom 31. Dezember
* zum 1. Januar 2019 wurden drei umliegende Gemeinden eingemeindet

## Politik

### Gemeinderat
Der Gemeinderat von Ilmtal-Weinstraße besteht aus 20 gewählten Gemeinderatsmitgliedern. Zusätzlich gehört die Bürgermeisterin dem Gemeinderat an. 
Das Ergebnis der Gemeinderatswahl am 26. Mai 2019 führte zu 11 Sitzen für die Listenverbindung CDU/FDP (Stimmenanteil 50,4 %) und 9 Sitzen für die Liste Freie Wähler (49,6 %). Die Wahlbeteiligung lag bei 71,6 %.
Bei der Kommunalwahl am 26. Mai 2024 kam es zu folgendem Ergebnis:
| Gemeinderat 2024                       | Gemeinderat 2024 | Gemeinderat 2024 |
| -------------------------------------- | ---------------- | ---------------- |
| Partei / Liste                         | Stimmenanteil    | Sitze            |
| CDU                                    | 39,4 %           | 8                |
| FDP                                    | 17,0 %           | 3                |
| Freie Wähler Ilmtal-Weinstraße (FWI-W) | 43,5 %           | 9                |
| Wahlbeteiligung                        | 71,7 %           | 71,7 %           |

### Bürgermeister
Nach der Bildung der Landgemeinde wurde am 25. Mai 2014 Thomas Gottweiss (CDU) zum ersten Bürgermeister von Ilmtal-Weinstraße gewählt. Nach seiner Wahl in den Thüringer Landtag 2019 hatte Anita Diener das Amt der amtierenden Bürgermeisterin inne. Bei der Neuwahl am 15. März 2020 setzte sich die parteilose Bewerberin Katrin Wörpel mit 60,8 % der abgegebenen gültigen Stimmen im ersten Wahlgang gegen zwei Mitbewerber durch.

### Wappen
| | Blasonierung: „Auf silbernem Schild ein roter, nach rechts blickender, goldbewehrter Rotmilan über drei Wellen (silbern, blau, silbern) und einem gebogenen grünen Schildfuß mit neun, durch grüne Lindenblätter mit halbseitiger schwarzer Schraffur symbolisierten, Linden. Die Flügel des Rotmilans verfügen zusammen über 16 Schwungfedern.“ |
| Wappenbegründung: Der Rotmilan wurde gewählt, da sich in der Gemeinde das größte Rotmilan-Dichtezentrum der Bundesrepublik befindet. Der grüne Schildfuß symbolisiert den historischen Höhenweg der Weinstraße, die Wellen die Ilm. Die neun grünen Lindenblätter stehen für die Gründungsortschaften der Landgemeinde, die 16 Schwungfedern die Anzahl der Hauptortschaften im Jahr 2019, als die Landgemeinde sich dieses Wappen gab. | |

### Partnerverbandsgemeinde
Eine Partnerschaft besteht seit 1995 – damals noch mit der Verwaltungsgemeinschaft begründet – mit der Verbandsgemeinde Freinsheim in Rheinland-Pfalz.

### Partnergemeinden der Evangelischen Kirche

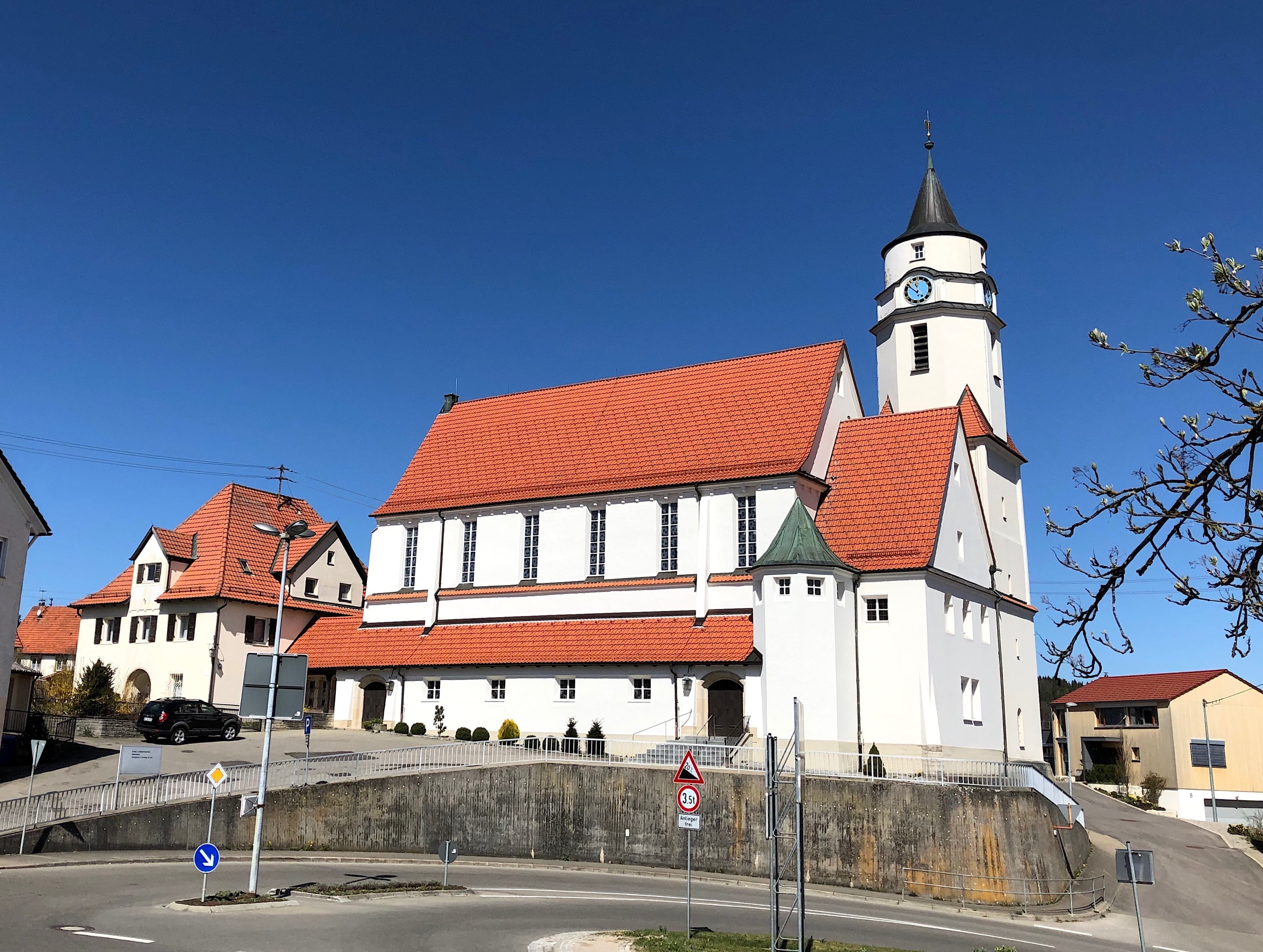
Evangelische Lamprechtskirche Meßstetten

Die Evangelische Landeskirche in Württemberg versuchte, die deutsche Teilung mit zugewiesenen Gemeindepartnerschaften zu überwinden. Mitten im Kalten Krieg wurde bei Besuchen von Rentnern der Gemeinde Ilmtal-Weinstraße in Jugendkreisen in Meßstetten über das Leben im Ilmtal-Weinstraße berichtet und von Siggi Zimmer das Lied Herr deine Liebe ist wie Gras und Ufer...Und dennoch sind da Mauern zwischen Menschen, und nur durch Gitter sehen wir uns an… angestimmt Dieser Vers wird Lesern und Zuhören oft vorenthalten. Pfarrer Richard Reininghaus aus Meßstetten besorgte die in der DDR angeblich nicht lieferbaren Kupfernägel, um Korrosionsschäden am Kirchendach in Ilmtal-Weinstraße vorzubeugen.
Alphornbläser empfingen die Gruppe aus Ilmtal-Weinstraße 2019. Der Schwäbische Albverein in Hossingen gab Einblick in seine vielfältigen Aktivitäten für den Erhalt der Landschaft und Natur.

## Wirtschaft und Infrastruktur
In den Ortschaften Niederreißen und Oberreißen ist der Abwasserzweckverband „Finne“ mit Sitz in Sömmerda für die Abwasserbehandlung und Abwasserbeseitigung zuständig.
Die Abwasserbehandlung und Abwasserbeseitigung obliegt in den Ortschaften Rohrbach und Leutenthal dem Abwasserzweckverband „Nordkreis Weimar“ mit Sitz in Buttelstedt.
In allen anderen Ortschaften obliegt die Hoheit der Abwasserbeseitigung und Abwasserbehandlung dem Abwasserzweckverband Apolda mit Sitz in Apolda.